# IQ Весов
IQ Весов (лат. IQ Librae), HD 137743 — одиночная переменная звезда в созвездии Весов на расстоянии приблизительно 5032 световых лет (около 1543 парсеков) от Солнца. Видимая звёздная величина звезды — от +9,42m до +9,33m.

## Характеристики
IQ Весов — жёлтая пульсирующая переменная звезда, цефеида (CEP:) спектрального класса G3/5. Эффективная температура — около 4250 К.